# Tesoura de chão
La tesoura de chão (litt. "ciseaux de sol", en portugais), également appelée tesoura de Angola ("ciseaux d'Angola"), est un mouvement déséquilibrant de capoeira qui consiste à acculer son partenaire en le piégeant entre les jambes pour le faire tomber. Ce mouvement était appelé autrefois tesoura de costas avant que ce nom ne désigne la tesoura de cintura.
En position ventrale, les bras fléchis et les mains à plat au sol, il faut avancer vers l'adversaire avec les jambes tendues ouvertes au ras du sol, dans le but de le coincer entre celles-ci et de le faire tomber en pivotant le corps. On utilise plutôt cette technique comme outil de "dialogue" du jeu en Capoeira Angola, plutôt que comme prise déséquilibrante, en invitant son partenaire à s'enfuir par-dessus avec un pulo do peixe, par les côtés avec un aú, ou en passant par en dessous avec un passagem de tesouras.